# Satz von Skolem-Noether
In der Ringtheorie charakterisiert der Satz von Skolem-Noether die Automorphismen einfacher Ringe. Er ist ein grundlegendes Resultat in der Theorie der zentralen einfachen Algebren.
Das Theorem wurde zuerst von Thoralf Skolem im Jahre 1927 in seiner Arbeit Zur Theorie der assoziativen Zahlensysteme veröffentlicht und später von Emmy Noether wiederentdeckt.

## Behauptung
Seien {\displaystyle A} und {\displaystyle B} einfache Ringe und {\displaystyle k} das Zentrum von {\displaystyle B}. Man beachte, dass {\displaystyle k} ein Körper ist. Weiter wird angenommen, dass die Dimension von {\displaystyle B} über {\displaystyle k} endlich ist und dass {\displaystyle A} eine {\displaystyle k}-Algebra ist.
Sei also {\displaystyle B} eine zentrale einfache endlichdimensionale Algebra, auch Azumaya-Algebra genannt. Außerdem gebe es {\displaystyle k}-Algebrenhomomorphismen {\displaystyle f,g\colon A\rightarrow B}.
Dann existiert eine Einheit {\displaystyle b\in B}, sodass:
{\displaystyle \forall a\in A\colon g(a)=bf(a)b^{-1}}
Insbesondere ist jeder Automorphismus einer zentralen einfachen {\displaystyle k}-Algebra ein innerer Automorphismus.

## Beweis
Sei {\displaystyle B=M_{n}(k)=End_{k}(k^{n})}. Dann definieren {\displaystyle f} und {\displaystyle g} Aktionen von {\displaystyle A} auf {\displaystyle k^{n}}. {\displaystyle V_{f},V_{g}} bezeichnen die hieraus erhaltenen {\displaystyle A}-Moduln. Zwei beliebige einfache {\displaystyle A}-Moduln sind isomorph und {\displaystyle V_{f},V_{g}} sind direkte Summen von einfachen {\displaystyle A}-Moduln. Da diese dieselbe Dimension haben, folgt, dass es einen Isomorphismus {\displaystyle b\colon V_{g}\rightarrow V_{f}} von {\displaystyle A}-Moduln gibt. Aber so ein {\displaystyle b} muss in {\displaystyle M_{n}(k)=B} liegen. Für den allgemeinen Fall gilt, dass {\displaystyle B\otimes B^{op}} eine Matrixalgebra ist und daher mit dem ersten Teil diese Algebra ein Element {\displaystyle b} beinhaltet, sodass:
{\displaystyle \forall a\in A,~\forall z\in B^{op}\colon (f\otimes 1)(a\otimes z)=b(g\otimes 1)(a\otimes z)b^{-1}}
Mit {\displaystyle a=1} erhalten wir
{\displaystyle \forall z\in B^{op}\colon 1\otimes z=b(1\otimes z)b^{-1}}.
Es gilt {\displaystyle b\in Z_{B\otimes B^{op}}(k\otimes B^{op})=B\otimes k}, wobei {\displaystyle Z} den Zentralisator bezeichne, also können wir {\displaystyle b=b'\otimes 1} schreiben. Mit {\displaystyle z=1} ergibt sich
{\displaystyle f(a)=b'g(a)b'^{-1}},
was zu zeigen war.